# Bactrocera hamaceki
Bactrocera hamaceki är en tvåvingeart som beskrevs av Drew och Romig 2001. Bactrocera hamaceki ingår i släktet Bactrocera och familjen borrflugor. Inga underarter finns listade.